# 시카센베이

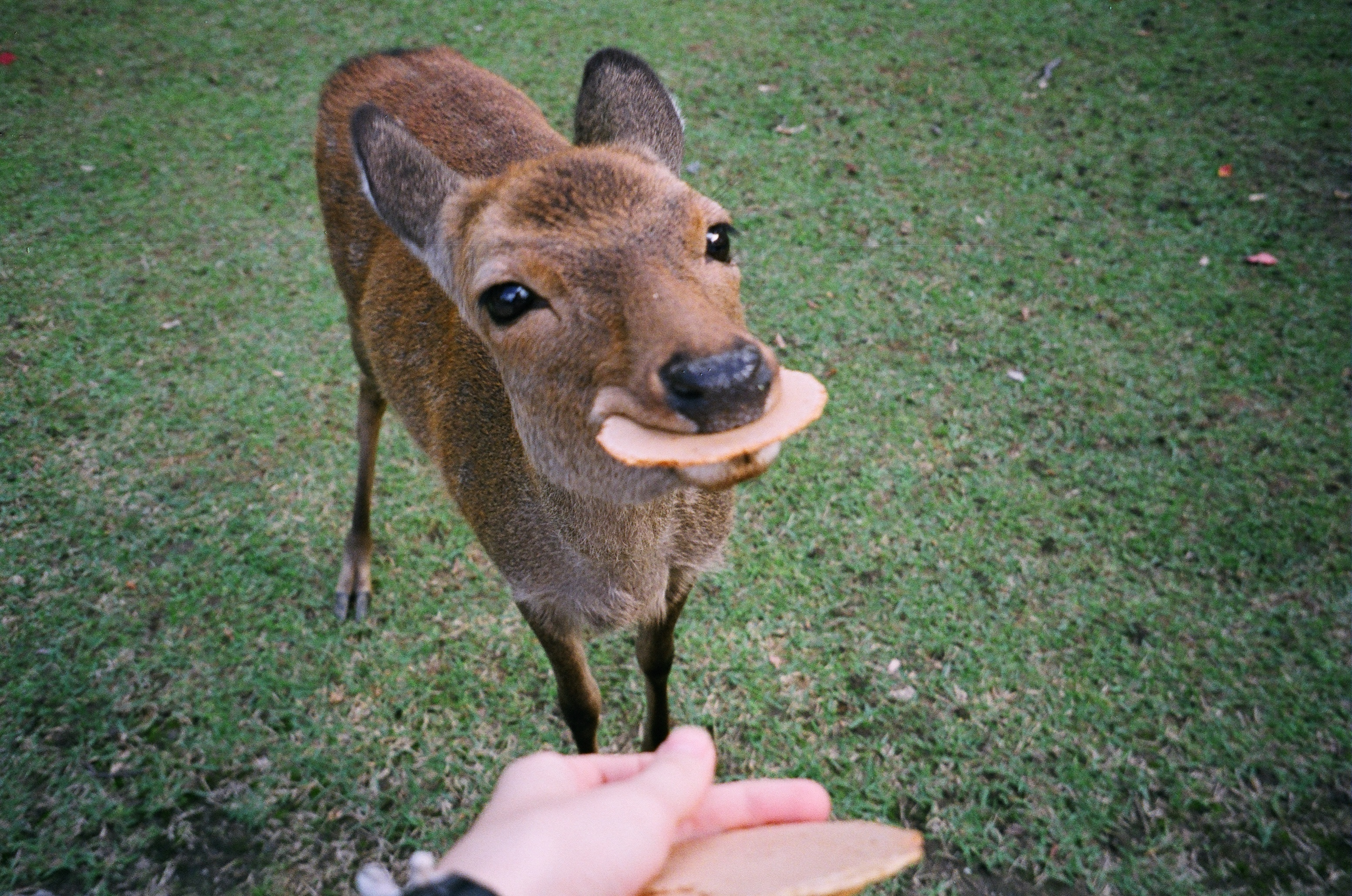

시카센베이(일본어: 鹿煎餅 시카센베이[*])는 나라시의 나라공원 주변에 서식하고 있는 사슴에게 관광객들이 주기 위해 나라공원 내 매점에서 판매되는 센베이모양의 먹이다.

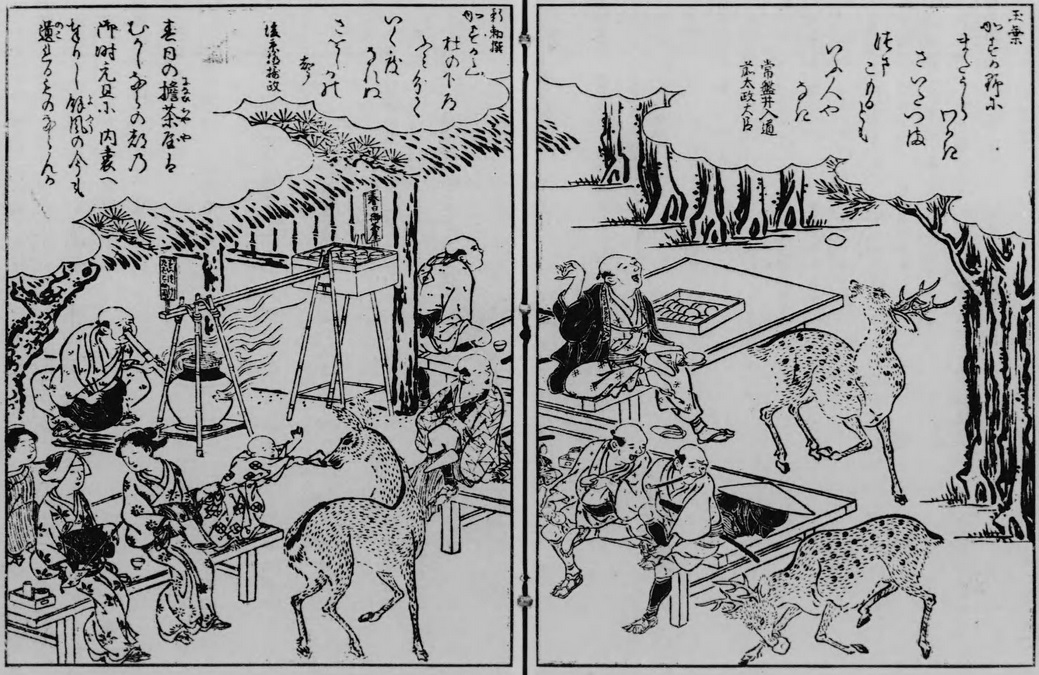
『야마토 명소도회』(1791년)

사슴전병은 역사가 오래되어, 에도시대 전기인 1670년대에 이미 판매되고 있었다고 한다. 관정 3년(1791년) 출판된 『야마토 명소도회』에는 봄날의 찻집에서 손님이 사슴에게 넓적한 모양의 먹이를 주는 광경이 그러져 있다.
현재의 "사슴전병"이라는 명칭은 일반재단법인 「나라 사슴애호회」(奈良の鹿愛護会, 이하 애호회)의 등록상표가 되어 있다. 애호회는 증지(証紙)를 판매할 뿐, 사슴전병의 제조・판매는 별개의 업자가 맡는다. 증지 부착은 애호회의 전신인 신록보호회(神鹿保護会) 시절에 수입을 확보하기 위해 1913년 7월부터 시작되었고, 이 때 나라현은 증직자 없는 전병의 판매를 금지하는 현령을 내렸다. 공식 사슴전병은 사슴 마크가 들어간 증지로 전병을 묶어 팔지만, 일부 비공식 사슴전병도 판매되고 있다. 비공식 제품은 무지 종이로 묶여 있다. 증지는 사슴이 먹어도 해롭지 않도록 100% 펄프, 대두잉크로 만들었다. 증지의 매출은 연간 약 3,000만 엔으로 애호회의 활동자금이 되며, 부상당한 사슴의 보호시설 운영이나 출산보조활동 등으로 사용된다.
가격은 1991년까지는 100엔, 2019년(레이와 원년)까지는 150엔, 2019년 10월부터 200엔이다.
사슴전병의 재료는 쌀겨와 소맥분으로, 사람이 먹어도 해롭지는 않지만 어디까지나 사슴먹이라 인간은 먹지 않는 것이 무난하다. 식품첨가물도 들어 있지 않고 소비기한도 정해놓지 않았다. 사람이 먹을 경우, 제조소에서 갓 구운 사슴전병은 고소하고 단 맛을 느낄 수 있지만, 그 이상의 맛이 없어 삼키기 어렵다고 한다.
 또한 입안에 쌀겨 알갱이가 남아 뒷맛이 나쁘다는 말도 있다.
나라공원의 사슴은 엄연히 야생동물이며, 사슴전병으로 사육되는 것이 아니다. 주식은 잔디를 비롯한 식물이다. 애호회 수의사에 따르면 사슴이 하루에 먹는 풀은 약 5 킬로그램으로, 한 장에 3-4그램에 불과한 전병은 수십 장을 먹어도 간식에 불과하다.